# Юляне
Юляне (фин. Yläne) — бывшая финская волость, которая сейчас является частью волости Пёутюя. Она является частью провинции Варсинайс-Суоми и была независимой волостью в провинции Западная Финляндия, ещё ранее в составе Або-Бьёрнеборгской губернии. До присоединения к Пёутюя в волости проживало 2109 человек, площадь составляла 364,6 км2, из которых 22,66 км2 приходились на водные объекты. Плотность населения составляла 6,17 человек/км2.
Юляне присоединилась к Пёутюя 1 января 2009 года. До присоединения соседними волостями Юляне были Аластаро, Аура, Эура, Маску, Мынямяки, Нусиайнен, Орипяа, Пёутюя, Сякюля, Турку и Вахто. Ещё ранее Хонкилахти, которая присоединилась к волости Евре в 1970 году, Паатин (присоединилась к Турку в 1973) и Карелия, которая присоединилась к Мюнямяки в 1977 году. На юге волости находится камень Куханкуоно (Kuhankuono), местная достопримечательность, пункт пересечения границы семи волостей Юго-Западной Финляндии.
Также на юге волости Юляне, в Раасинкорви, находится стрельбище Раас, используемое Силами обороны Финляндии.

## Известные уроженцы
- Вильхо Нийтююмаа (1896—1979) атлет, призёр Олимпийских игр
- Мартти Хаавио (1899—1973) поэт и фольклорист